# دائرةالمعارف ادبی کیندلر
دائرة‌المعارفِ ادبیِ کیندلر (به آلمانی: Kindlers Literatur Lexikon) یک دانشنامهٔ منتشرشده در آلمان با موضوعِ ادبیاتِ جهان است. ویراستِ سوّمِ این دانشنامه سالِ ۲۰۰۹ میلادی در هجده جلد منتشر شد.